# Ma Šou-čen
Ma Šou-čen (čínsky pchin-jinem Mǎ Shǒuzhēn, znaky tradiční 馬守真; kolem 1548 – 1604) byla čínská kurtizána, počítaná mezi „osm velkých mingských kurtizán“ pozdněmingského období, která působila v Nankingu za vlády císaře Wan-liho. Vynikala v malířství a básnictví.

## Jména

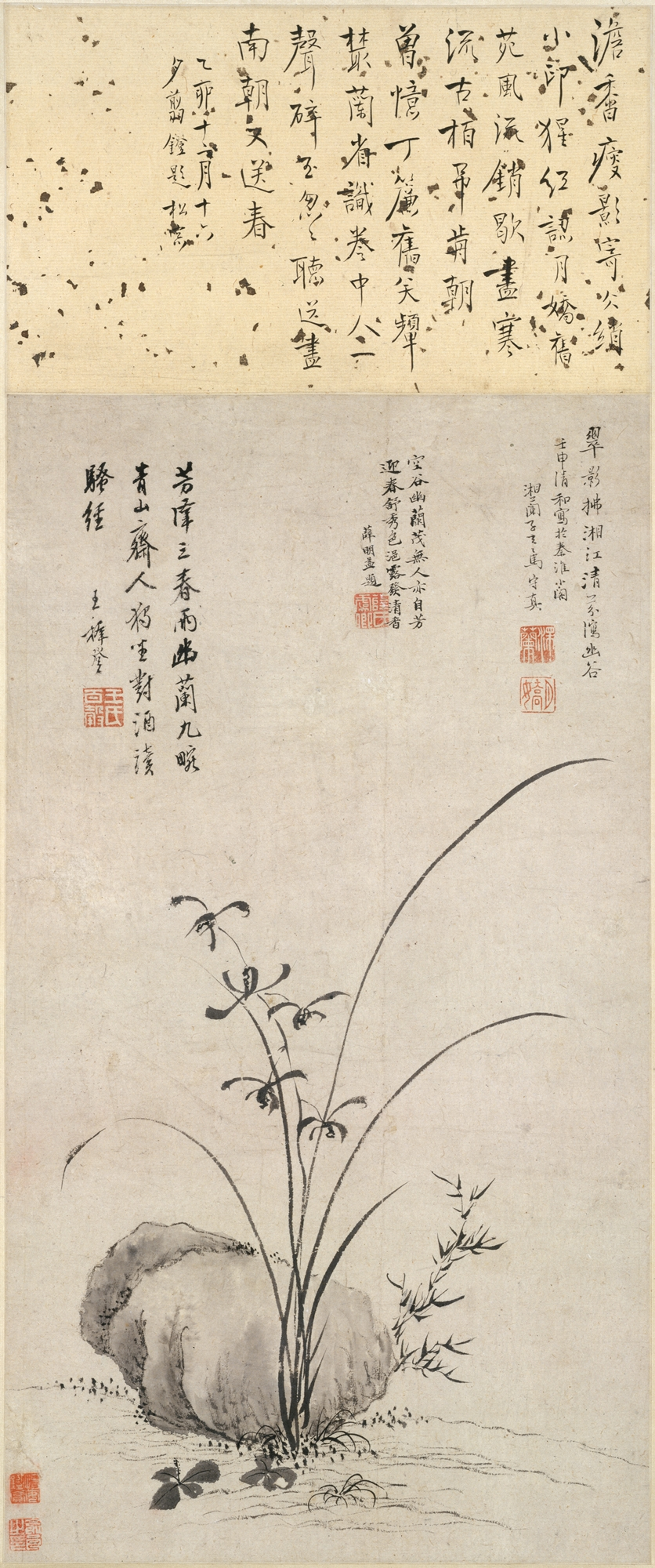
Ma Šou-čen: Orchideje a kámen, Metropolitní muzeum umění, New York

Ma Šou-čen používala zdvořilostní jména Siang-lan (čínsky pchin-jinem Xiānglán, znaky tradiční 湘蘭, doslova „Orchidej z [řeky] Siang“), Süan-er (čínsky pchin-jinem Xuánér, znaky tradiční 玄兒) a Jüe-ťiao (čínsky pchin-jinem Yuèjiāo, znaky tradiční 月嬌).

## Život

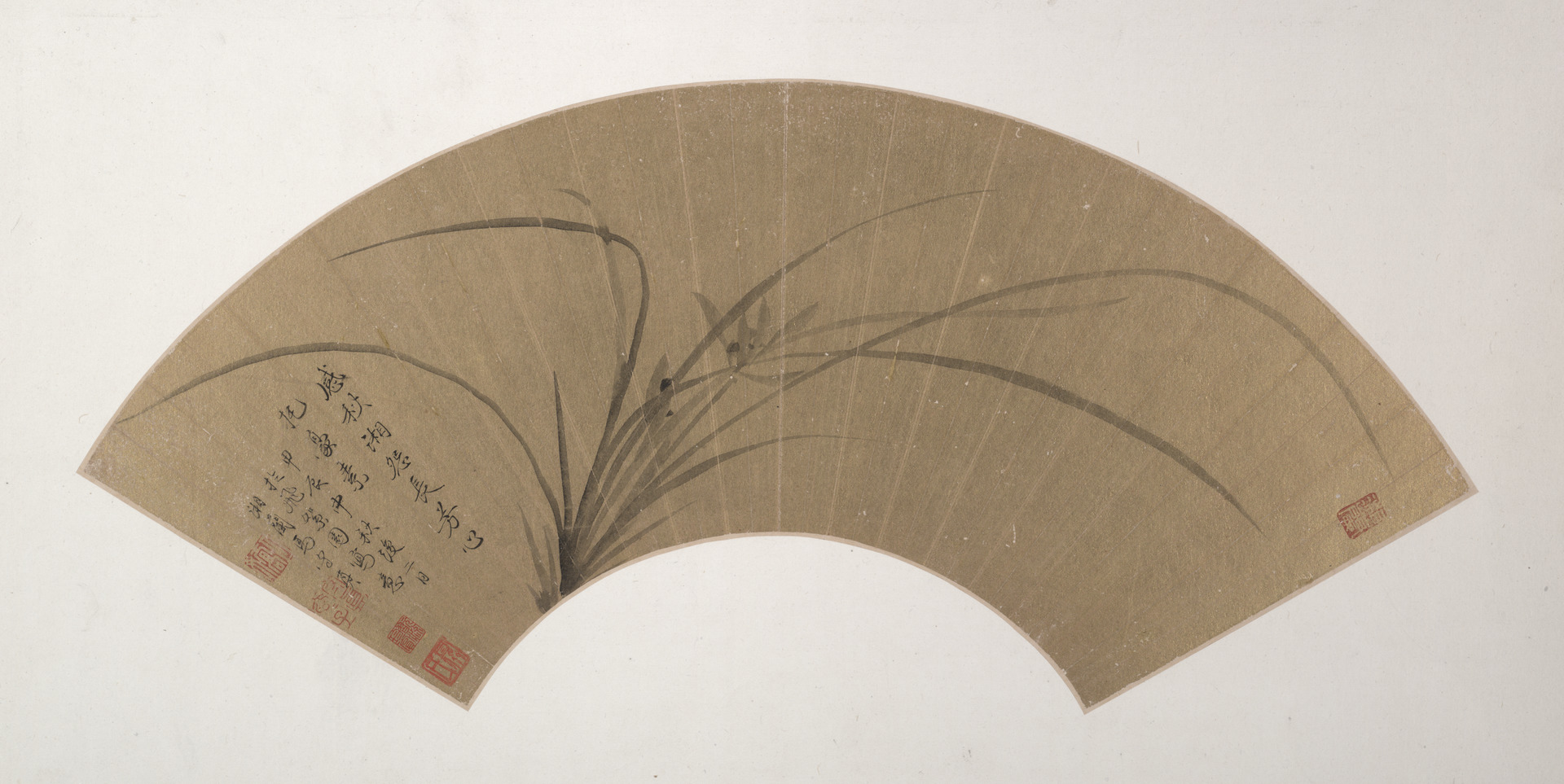
Ma Šou-čen: Orchideje, Galerie umění Yaleovy univerzity, New Haven

Ma Šou-čen se narodila v Nankingu kolem roku 1548, žila v tamní zábavní čtvrti podél řeky Čchin-chuaj. Jako jedna z vůdčích postav mezi kurtizánami podporovala jejich vzdělávání a porozumění umění. Aby si udržela pověst elitní kurtizány, přijímala ve svém rezidenci pouze literáty a vzdělance.
V patnácti letech formálně dokončila svou přípravu a stala se kurtizánou. jako vážená kurtizána se stýkala s mnoha básníky a intelektuály, například Pcheng Nienem (1505–1566), Čou Tchien-čchiouem (1514–1595), Sü Wejem (1521–1593), Süe Ming-im (konec 6. století) a Wang Č’-tengem (1535–1612). Básníci píšící básně o ní a pro ní ji popisovali jako krásnou a přívětivou. Během jejich návštěv se k nim přidávala při tvorbě obrazů, básní a hrách. Organizovala umělecké večírky nejen ve svém domě, ale i na své několikapatrové lodi.
Jako malířka je Ma Šou-čen uznávána pro své krajiny, orchideje a bambusy kombinované s kaligrafií. Její práce se štětcem je jemná, obrazy jsou buď lehce kolorované, nebo malované tuší. Mezi její oblíbené formáty patří malované vějíře, svitky a závěsné svitky. Kromě malbou byla Ma Šou-čen dovedná i ve skládání poezie a komponování dramat, avšak její dramata se postupem času ztratila.